# 博希尼湖
博希尼湖是斯洛維尼亞的一個湖泊，位于尤利安山的博希尼山谷中，是位于斯洛文尼亚上卡尼奥拉的特里格拉夫国家公园的一部分。博希尼湖面積达318公頃（790英畝），是斯洛維尼亞面積最大的永久性湖泊。采尔克尼察湖是季节湖，丰水期面积比博希尼湖要大，但枯水期面积很小。

## 地理

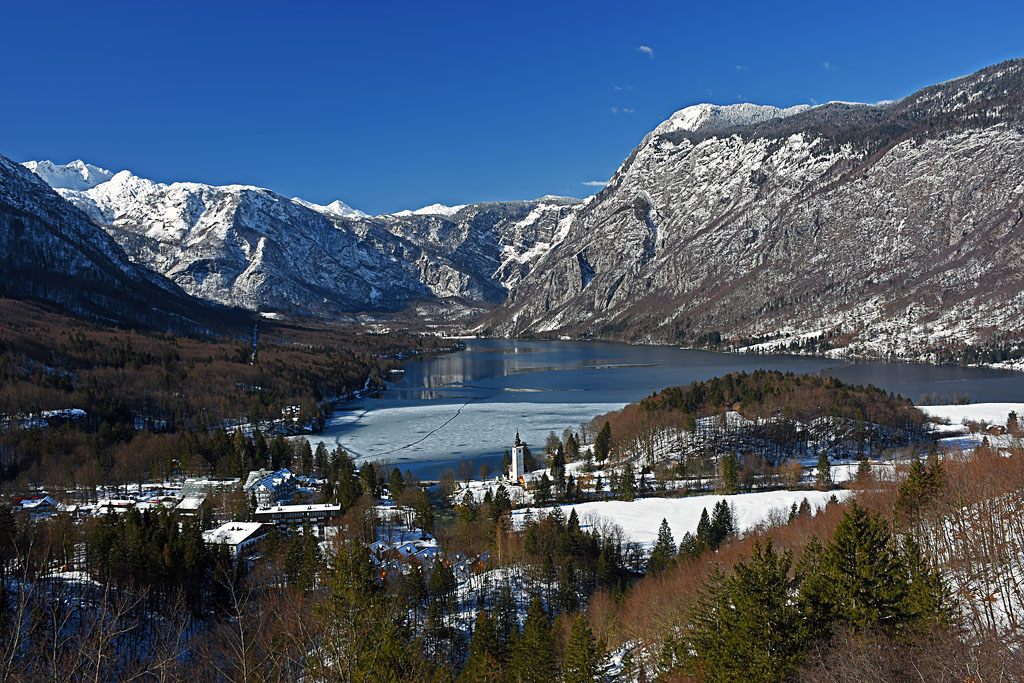
博希尼湖

博希尼湖长约4.2千米，最宽处约为1千米是一个冰川湖，一侧有冰碛。流入湖的最大河流是来自于黑湖的萨维卡河湖东边流出的水逐渐形成萨瓦博希尼卡河，与萨瓦多林卡河汇合后形成萨瓦河。18世纪贝尔萨扎·海克奎特对尤利安山进行考察时就发现，博希尼湖输出的水量大于流入水量，这可以用有地下水补充来解释。
博希尼湖是多种鱼类和贝类的栖息地，也生长有多种藻类。也是受人欢迎的游泳和水上运动场所。在湖滨有传说中的“金角”臆羚的塑像,德国诗人鲁道夫·鲍姆巴赫曾写过有关的诗歌。

## 外部連結
- Lake Bohinj web cam （页面存档备份，存于）